# لا تناوبية الحركات
لا تناوبية الحركات أو أديادوكونيزيا (بالإنجليزية: Adiadochokinesia)‏ هو خلل حركي يكون به المريض غير قادر وعاجزٍ عن تأدية حركات سريعة ومتناوبة.
ويختلف عن خلل تناوبية الحركات بأن هذا الأخير هو ضعفٌ في القدرة على أداء حركات سريعة ومتناوبة، وليس عجزاً كاملاً. يمكن الكشف عن هذا الاعتلال من خلال جعل المريض يرفع يداه في الهواء، ويحركهم حركة محورية متعاقبة سريعة في الأعلى بحركة تشبه تحريك الأراجوز، وملاحظة سرعة عودة اليد إلى مكانها الأصلي.